# People Come People Go
«People Come, People Go» es una canción realizada por el DJ y productor francés David Guetta. Fue lanzado como tercer sencillo de su álbum debut, Just a Little More Love, el 12 de julio de 2002. Incluye la participación del cantante estadounidense Chris Willis en las voces.

## Listado de canciones
| CD, maxisencillo |                                                |          |  |
| N.º              | Título                                         | Duración |  |
| 1.               | «People Come People Go» (Dancefloor Killa Mix) | 7:36     |  |
| 2.               | «People Come People Go» (Mekaniko Mix)         | 6:08     |  |
| 3.               | «People Come People Go» (Extended Mix)         | 6:00     |  |
| 4.               | «People Come People Go» (Radio Edit)           | 3:20     |  |

## Posicionamiento en listas
| Listas (2002)                               | Mejor posición |
| ------------------------------------------- | -------------- |
| Bélgica (Flandes) (Ultratip Bubbling Under) | 7              |
| Bélgica (Valonia) (Ultratip Bubbling Under) | 7              |
| Francia (SNEP)                              | 42             |
| Francia (Club 40)                           | 21             |
| Suiza (Schweizer Hitparade)                 | 54             |